# Villa Guardia (Pontedassio)
Villa Guardia è una frazione di 306 abitanti del comune di Pontedassio, in provincia di Imperia.

## Storia
Storicamente seguì le vicende dei vicini borghi di Pontedassio, Bestagno e Villa Viani facendo parte, nel corso dei secoli, tra i domini del Marchesato del Monferrato, della Repubblica di Genova e del Ducato di Savoia.
Con gli eventi napoleonici di fine Settecento la costituita municipalità di Villa Guardia confluì tra il 1801 e il 1803 nella Repubblica Ligure. Le cronache del 1802 attestano di un grave movimento franoso che si verificò nel borgo e che seppellì buona parte di esso provocando danni e lutti tra la popolazione. Nel 1804 le fu unita la municipalità di Sarola (poi nuovamente ricostituita nel 1815).
Annesso al Primo Impero francese, dal 13 giugno 1805 al 1814 il territorio fu inserito nel Dipartimento di Montenotte sotto l'arrondissement di Porto Maurizio. Nuovamente inglobato nel Regno di Sardegna dal 1815, così come stabilito dal Congresso di Vienna del 1814, la comunità di Villa Guardia confluì nel Regno d'Italia dal 1861. Dal 1859 al 1927 il comune fu compreso nel IV mandamento di Oneglia del circondario di Porto Maurizio facente parte della provincia di Porto Maurizio e, con la sua costituzione, della successiva provincia di Imperia.
Nel 1928 il comune fu soppresso e aggregato a Pontedassio come frazione.

## Monumenti e luoghi d'interesse

### Architetture religiose
- Chiesa parrocchiale della Madonna della Neve. La struttura attuale è il frutto della rivisitazione architettonica che tra il 1590 e il 1606 trasformarono la chiesa dallo stile rinascimentale a quello barocco.
- Oratorio di San Carlo Borromeo, eretto nel XIX secolo, posto di fronte alla parrocchiale della frazione. Attiguo all'oratorio vi è un campanile del Quattrocento, quest'ultimo appartenente ad una chiesa andata distrutta.